# Angola na Letnich Igrzyskach Olimpijskich 2000
Angolę na Letnich Igrzyskach Olimpijskich 2000 reprezentowało 30 zawodników, 15 mężczyzn i 15 kobiet.

## Skład kadry

### Koszykówka
Mężczyźni
- Victor Muzadi
- Anibal Moreira
- Angelo Victoriano
- Garcia Domingos
- Edmar Victoriano
- Victor Carvalho
- Herlander Coimbra
- Belarmino Mario Chipongue
- David Bartolomeu Dias
- Carlos Bendinha de Almeida
- Miguel Pontes Lutonda
- Buila Katiavala – drużynowo: 12. miejsce

### Lekkoatletyka
Mężczyźni
- João N'Tyamba – maraton: 17. miejsce

Kobiety
- Delfina Cassinda – bieg na 800 m: odpadłą w 1 rundzie eliminacji, 35. miejsce

### Piłka ręczna
Kobiety
- Ilda Bengue
- Regina Camumbila
- Domingas Cordeiro
- Maura Faial
- Maria Jololo
- Marcelina Kiala
- Ivone Mufuca
- Anica Neto
- Justina Praca
- Maria Raimundo
- Maria Tavares
- Filomena Trindade
- Teresa Ulundo
- Elisa Webba – drużynowo: 9. miejsce

### Pływanie
Mężczyźni
- Joao Aguiar – 50 m stylem dowolnym: odpadł w eliminacjach, 63. miejsce

Kobiety
- Nadia Cruz – 100 m stylem klasycznym: odpadł w eliminacjach, 38. miejsce

### Strzelectwo
Mężczyźni
- Paulo Silva – trap: odpadł w kwalifikacjach, 41. miejsce